# سيسنا سي جي-2
سيسنا سي جي-2 (CG-2) أول طائرة شراعية بنتها شركة سيسنا الأميركية في ثلاثثنيات القرن العشرين.

## طرازات أخرى
- سيسنا سي بي جي-1 (CPG-1) مجهز بمحرك كليون بقوة  10 أحصنة.[1]

## المواصفات
مصدر البيانات: AirVenture Museum website
الخصائص العامة
- طاقم العمل: one pilot
- الطول: 18 قدم 0 إنش (5.49 م)
- طول الجناح: 36 قدم 2 إنش (11.02 م)
- الأرتفاع: 6 قدم 10 إنش (2.08 م)
- منطقة الجناح: 157 قدم2 (14.6 م2)
- الوزن الفارغ: 120 رطل (54 كجم) لكل لكل

الأداء
- السرعة القصوى: 25 ميل/ساعة (40 كم/س)